# Fysik
Fysik (over latin: physica fra oldgræsk: φυσική viden om natur) handler om stof, energi og bevægelse i den natur, der omgiver mennesket. Det er en af de mest fundamentale videnskabelige discipliner, og dens primære mål er at forstå, hvordan universet opfører sig.
Fysik er en af de ældste akademiske discipliner og, via inklusionen af astronomi, muligvis den ældste. I størstedelen af de to foregående årtusinder har fysik, kemi, biologi og visse grene af matematik været en del af naturfilosofi, men under den videnskabelige revolution i 1600-tallet voksede disse naturvidenskabsgrene frem som deres egne unikke forskningsområder. Fysik overlapper med mange tværfaglige forskningsområder som biofysik og kvantekemi, og grænserne for fysik er ikke skarpt afgrænset. Nye ideer i fysik forklarer ofte fundamentale mekanismer, der er genstand for andre forskningsfelter og kan være sætte en ny retning for forskning i andre akademiske discipliner som matematik og filosofi.
Fremskridt i fysik muliggør ofte fremskridt i nye teknologier. Eksempelvis har udvikling og forståelse af elektromagnetisme, faststoffysik og kernefysik ledt direkte til udviklingen af nye produkter, der har ændre det moderne samfund meget, som bl.a. fjernsyn, computere, hårde hvidevarer og atomvåben; forskning i termodynamik ledte til udviklingen af industrialiseringen og udvikling i mekanik har inspireret udviklingen af infinitesimalregning.

## Overblik
Fysik er tæt forbundet med andre naturvidenskaber, specielt kemi, med viden om atomer og de kemiske forbindelser de danner.
Kemi trækker på mange felter fra fysikken, for eksempel kvantemekanik, termodynamik og elektromagnetisme. Men kemiske fænomener er tilstrækkeligt varierede og komplekse til at kemi normalt betragtes som en separat disciplin.

## Inddeling af fysik
I lighed med andre naturvidenskaber kan fysik grundlæggende deles op i eksperimentalfysik og teoretisk fysik. Eksperimentalfysikken er optaget af at opstille nye eksperimenter for derved at samle empiri, mens teoretiske fysikere opstiller modeller, der kan forklare de eksperimentelle resultater og komme med forudsigelser. Af og til regnes computerfysik for at være en tredje gren.

### Eksperimentalfysik
Fysikeksperimenter har til formål at besvare et spørgsmål, som eksperimentalfysikeren har. For eksempel er et typisk gymnasieforsøg at lade en bold falde frit for at se, hvor hurtigt den falder afhængigt af højden. Et godt eksperiment er kendetegnet ved, at værdien af interesse kan måles præcist, og at alle faktorer, der kan påvirke resultatet, er under kontrol eller bliver taget højde for, når resultaterne analyseres. I eksemplet med bolden skal et stopur fx være præcist nok til at måle faldtiden, mens faldhøjden skal måles præcist med fx et målebånd. Af størst betydning for resultatet er luftmodstanden, så for at udelukke den bør bolden være tung samt have en form, der giver lav luftmodstand. Når dette eksperiment fungerer godt, kan eksperimentalfysikeren til gengæld genintroducerer luftmodstanden for at måle dens effekt i et nyt eksperiment.

### Teoretisk fysik
Teoretisk fysik har til opgave at sætte resultaterne fra eksperimentalfysik i system for derved at forstå, hvordan virkeligheden fungerer og for at komme med forudsigelser om, hvilket udfald eksperimenter vil have, hvis de udføres på en anden måde.
I eksemplet med bolden vil en simpel model for dens opførsel være Galileis faldlov, der siger, at bolden er udsat for en konstant tyngdeacceleration. Derved kan faldtiden som funktion af højden udledes, og de eksperimentelle værdier kan bruges til at bestemme tyngdeaccelerationen. En mere generel model ville være Newtons tyngdelov sammen med Newtons anden lov; disse er så fundamentale, at de kan beskrive både boldens fald samt planeternes baner. Det er generelt af interesse at opstille teorier, der kan forklare så mange eksperimentelle resultater som muligt, da teorien dermed repræsenterer en mere grundlæggende forståelse.
Alternativt kan Galilei faldlov gøres mere kompliceret ved at tilføje et bidrag fra luftmodstanden. Det er her især godt, hvis modellen kan forklare, hvordan luftmodstanden afhænger af det faldende objekts form. Da kan teorien bruges til at forudsige, hvilken form er nødvendig for at opnå en bestemt luftmodstand, så industrien i sidste ende fx kan producere aerodynamiske biler og ikke-aerodynamiske faldskærme.

## Grundlæggende teorier
Den teoretiske fysik kan grundlæggende deles op i klassisk fysik, der betragter fysik som fundamentalt deterministisk, og kvantefysik, som i stedet beskriver virkeligheden som stokastisk. Den klassiske fysik kan udledes fra kvantefysikken og er således ofte at foretrække, hvis systemet, der undersøges, ikke opfører sig på en måde, der kun kan forklares med kvantefysik. En forståelse af begge områder er et vigtigt fundament for fysikeren og en fast del af fysik-uddannelsen.
Det er ikke nødvendigvis entydigt, hvorvidt en given model er klassisk eller kvantefysisk, og visse modeller passer ikke ind i opdelingen.

### Klassisk fysik
Klassisk fysik var den første grundlæggende teori for fysik og blev udviklet over århundreder op til omkring år 1900. Den klassiske fysik er kendetegnet ved at modellere systemer som værende grundlæggende deterministiske. Klassisk mekanik gælder generelt for makroskopiske systemer. Klassisk fysik kan også tage højde for materialeegenskaber såsom ledningsevne og viskositet, men kan ikke forklare oprindelsen af disse egenskaber.

#### Klassisk mekanik
Den mest kendte formulering af klassisk mekanik er Newtons love. Isaac Newton beskriver alle fysiske interaktioner med en kraft, der er en vektorstørrelse. Et legeme, der påvirkes af en kraft, vil begynde at accelerere, der også er en vektor. Ifølge Newtons anden lov er kraften {\displaystyle {\vec {F}}} proportional med accelerationen {\displaystyle {\vec {a}}}, hvor proportionalitetskonstanten er legemets masse {\displaystyle m}.
{\displaystyle {\vec {F}}=m{\vec {a}}}
Et massivt legeme skal altså bruge mere tid til at nå op på en given hastighed. I dagligdagen opleves dette fx ved, at lastbiler har brug for større bremselængde end andre biler, der har mindre masse.

#### Newtonsk gravitation
Samtidig med klassisk mekanik blev den første teori for gravitation udviklet. I denne teori tiltrækker alle legemer hinanden med en kraft, der er proportional med masserne {\displaystyle m} og {\displaystyle M}, men omvendt proportional med afstanden {\displaystyle r} i anden:
{\displaystyle {\vec {F}}=-G{\frac {Mm}{r^{2}}}{\hat {r}}}
Enhedsvektoren {\displaystyle {\hat {r}}} angiver, at kraften på det ene objekt virker i retningen af de andet objekt, og det negative fortegn viser, at kraften er tiltrækkende.

#### Klassisk elektrodynamik
I den klassisk model for elektromagnetisme - dvs. lys, elektricitet og magnetisme med mere - påvirker elektrisk ladede legemer også hinanden med en kraft. En af de tidligste lovmæssigheder er Coulombs lov, der har næsten samme form som Newtons tyngdelov:
{\displaystyle {\vec {F}}={\frac {1}{4\pi \varepsilon _{0}}}{\frac {Qq}{r^{2}}}{\hat {r}}}
Masserne er her udskiftet med de to legemers ladninger {\displaystyle Q} og {\displaystyle q}, mens det negative fortegn angiver, at legemer med samme fortegn ladninger vil frastøde hinanden. Denne ligning gælder dog kun for stationære ladninger - såkaldt elektrostatik - mens elektromagnetisme mere generelt kan modelleres med Maxwells ligninger.

#### Termodynamik og statistisk mekanik
Termodynamikken er studiet af, hvordan et system udveksler energi med omgivelserne og udøver et arbejde. Termodynamikken blev udviklet i 1800-tallet for at få en bedre forståelse for dampmaskinerne, der havde vundet indpas ifm. den industrielle revolution. Termodynamikken analyserer sådanne systemer ved at fokusere på de makroskopiske egenskaber; dvs. uden at tage højde for mindre dele såsom atomer. Et kendt resultat inden for termodynamik er fx idealgasligningen, der relaterer volumen, tryk og temperatur for en gas.
I takt med termodynamikkens udvikling opstod den statistiske mekanik, da der i stigende grad var brug for også at forstå de mikroskopiske grunde til termodynamiske resultater. En tidlig pioner var Ludwig Boltzmann, der udviklede teorien om atomer. Med dem kunne James Clerk Maxwells kinetiske gasteori forklare idealgasligningen. Da delsystemerne er så små, har den statistiske mekanik dog ofte brug for at inddrage kvantefysikken.

### Relativistisk fysik
Relativitetsteorien blev udviklet af Albert Einstein i starten af 1900-tallet, i det han påstod, at lysets fart i vakuum er den samme i alle inertialsystemer. Dvs. at to personer vil måle den samme hastighed, selvom de bevæger sig i forhold til hinanden. Dette var baseret på, at Michelson-Morley-eksperimentet netop ikke kunne måle en forskel.
I den klassiske mekanik vil lysets målte fart - ligesom alle andre objekters fart - derimod afhænge af, hvor hurtigt observatøren bevæger sig. Dette kendes fra dagligdagen, hvor en bil, der kører 70 km/t, vil opleve at en anden bil kører 10 km/t, selvom den kører 80 km/t i forhold til vejen.
Relativitetsteorien er altså en teori om rum og tid. Den er et brud med den klassiske mekanik, selvom den heller ikke er kvantemekanisk.

#### Speciel relativitetsteori
Den specielle relativitetsteori er den simpleste, men mest udbredte, version. Den beskæftiger sig med en flad rumtid, hvilket er uden gravitation. Et af de kendte tankeeksperimenter er tvillingeparadokset, der siger, at en tvilling, der rejser i en rumraket tæt på lysets hastighed, vil ældes meget mindre end den anden tvilling, der bliver på Jorden.
En mere tydelig og praktisk konsekvens er masse-energi-ækvivalensen, der siger, at et legemes masse {\displaystyle m} er proportionalt med den bundne energi {\displaystyle E}, hvor proportionalitetskonstanten er lysets fart kvadreret {\displaystyle c^{2}}.
{\displaystyle E=mc^{2}}
Denne energi kan delvist frigives, hvilket benyttes i kernekraft.

#### Generel relativitetsteori
Den generelle relativitetsteori bygger oven på den specielle relativitetsteori, men beskæftiger sig nu med det krumme rum, hvilket vil sige, at bevægelser i lige linjer ikke længere er lige. På denne måde forklarer teorien gravitation og giver bedre forudsigelser end Newtons tyngdelov.
Den generelle relativitetsteori er fx blevet brugt til at forudsige eksistensen af sorte huller.

### Kvantefysik
Kvantefysikken blev udviklet fra omkring år 1900 som svar på yderligere observerede afvigelser fra den klassiske mekanik. Et af de første skridt blev gjort af Max Planck, der viste, at en kvantisering af lys -vha. Plancks konstant - kunne beskrive varmestrålingen fra et sortlegeme. Det blev yderlige observeret, at lys både kan opføre sig som en bølge uden en bestemt position og en partikel med en klar position (partikel-bølge-dualiteten). Louis de Broglie foreslog, at denne dualitet også gælder for andre partikler og estimerede deres bølgelængde.

#### Schrödinger-ligningen
En af de første og mest udbredte modeller er Schrödinger-ligningen, der beskriver et system med en bølgefunktion, der er relateret til sandsynlighedstætheden for, at systemet er i en given tilstand. Deri ligger det grundlæggende stokastiske ved kvantemekanikken.

#### Standardmodellen
Den mest moderne og etablerede model er derimod Standardmodellen, der beskriver alle fundamentale interaktioner med undtagelse af gravitation. De andre fundamentale interaktioner er elektromagnetisme, stærk kernekraft og svag kernekraft.

## Retninger inden for fysik
- Astrofysik
- Astronomi
- Atomfysik
- Biofysik
- Kondenserede stoffers fysik
  - Faststoffysik
- Gastrofysik
- Geofysik
- Kernefysik
- Kosmologi
- Partikelfysik
- Sociofysik
- Statistisk fysik

## Historie
Fysikken kan siges at starte med naturfilosoffen Aristoteles i Antikkens Grækenland, men den første moderne fysiker regnes normalt for at være Galileo Galilei.

## Fysikere
Forskning i fysik bedrives af en fysiker, der typisk er uddannet inden for fysik, men vedkommende kan også få sin viden fra uddannelse i andre naturvidenskabelige, ingeniørmæssige eller matematiske områder. En fysiker kan udover forskning også beskæftige sig med uddannelse, anvendelse samt andre jobs, der ikke nødvendigvis er anses for at være fysikerjobs. Den tyske forbundskansler Angela Merkel (2005-2021) er uddannet fysiker.

## Foreslåede teorier
Strengteori – Tolkning af kvantemekanikken

## Begreber
Stof – Antistof – Partikelfysik (elementarpartikel, subatomar partikel) – Boson – Fermion
Symmetri – Bevarelseslove – Masse – Energi – Inerti – Vinkelhastighed – Spin
Tid – Rum – Dimension – Rumtid – Længde – Hastighed – Kraft – Bevægelsesmængde – Impuls
Bølge – Bølgefunktion – Harmonisk oscillator – Magnetisme – Elektricitet – Elektromagnetisk stråling – Temperatur – Entropi – Fysisk information

## Partikler
Atom – Proton – Neutron – Elektron – Kvark – Foton – Gluon – W-boson – Z-boson – Graviton – Neutrino – Partikelstråling

## Tabeller
Fysiske konstanter – Grundlæggende SI-enheder – afledte SI-enheder – SI-præfiks – Konvertering af enheder

## Beslægtede områder
Matematisk fysik – Astronomi – Astrofysik- Biofysik – Elektronik – Ingeniørvidenskab – Meteorologi – Nanoteknologi

## Uløste problemer
Fysikkens uløste gåder